# Stefan Plewiński

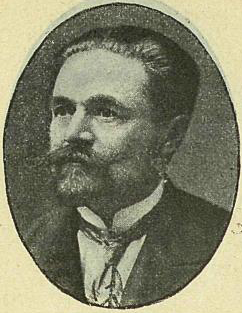
Stefan Plewiński, poseł do rosyjskiej II Dumy, 1907

Stefan Plewiński (ur. 11 stycznia 1866 w Ożarowie, zm. 4 lutego 1939) – prezes i członek Zarządu Straży Kresowej, polski działacz społeczny, ziemianin, jeden z założycieli Regionalnego Banku Spółdzielczego w Bychawie, Krzczonowskiej Spółdzielni Spożywców oraz Ochotniczej Straży Pożarnej w Krzczonowie.
Stefan Plewiński ukończył gimnazjum męskie w Lublinie, był absolwentem Uniwersytetu Warszawskiego i Wyższej Szkoły Rolniczej w Dublanach. Posiadał ziemie Borzęcińskie w Krzczonowie. Był również inicjatorem ruchu junackiego. 
Był członkiem Ligi Narodowej przed 1911 rokiem.
W 1918 był członkiem prezydium Głównego Komitetu Ratunkowego w Lublinie.